# Пансо Вольдемар
Вольдемар Хансович Пансо (ест. Voldemar Panso; *30 листопада 1920, Томськ - †27 грудня 1977, Таллінн) — естонський актор і театральний режисер, педагог. Народний артист СРСР (1977).

## Життєпис
В 1941 році закінчив Талліннське училище сценічної майстерності, а в 1955 році режисерський факультет ГІТІСа.
В 1941-1950, 1955—58, 1964—65 працював в Естонському театрі драми імені В. Кінгісеппа (Таллінн), а з 1970 року - головний режисер.
Ініціатор створення та головний режисер (1965-1970) Естонського молодіжного театру в Таллінні.
Для режисерського мистецтва Пансо характерні гострота сценічної форми, новаторські вирішення стилю та жанру спектаклю. Серед найкращих робіт: «Королю холодно» (1955), «Атлантичний океан» (1956), «Дикий капітан» (1964, 1966) Смуула, «Пан Пунтіла і його слуга Матті» Бертольта Брехта (1958), «Людина і бог» (1962, премія Радянської Естонії, 1965), «Людина і людина» (1972) Таммсааре, «Назад до Мафусаїла» Б. Шоу(1965), «Гамлет» У. Шекспіра (1966), «Людина і революція» (1970), «Будівельник Сольнес» Г. ібсена (1974), «Ричард III» В. Шекспіра (1975) та інші.
Грав роль Вожака в «Оптимістичній трагедії» Вс. Вишневського, Побєдоносікова в «Лазні» В. Маяковського та інших. Знімався в кіно.
З 1957 року викладав на акторському факультеті Талліннської консерваторії.
Автор книг «Праця і талант в творчості актора» (М., 1972), «Дивовижна людина» (М., 1972).
Помер 27 грудня 1977 року в Таллінні. Похований на Лісовому кладовищі там же.

## Фільмографія
- 1947 — Життя в цитаделі (епізод)
- 1957 — Червневі дні — Бобі
- 1959 — Незвані гості (фільм, 1959) — лікар
- 1959 — Пустотливі повороти — годинникар
- 1960 — Актор Йоллер — Тоомас Йоллер (головна роль)
- 1961 — Небезпечні повороти — вусатий
- 1968 — Безумство — головний лікар поліклініки
- 1969 — Посол Радянського Союзу — міністр Фінляндії
- 1970 — Меж трьома повітріями — Майдель
- 1970 — Ризик (епізод)
- 1971 — Комітет дев'ятнадцяти Тансен
- 1975 — Школа пана Мауруса (епізод)

## Нагороди та звання
- Кандидат мистецтвознавства (1964).
- Заслужений діяч мистецтв Естонської РСР (1964)
- Державна премія Естонської РСР (1965)
- Народний артист Естонської РСР (1968)
- Народний артист СРСР (1977)